# Магади (езеро, Кения)
 Тази статия е за езерото Магади в Кения.  За други значения вижте Магади.  
Магади (на английски и на суахили: Magadi) е най-южно разположеното кенийско езеро в силно сеизмичната депресия на Източноафриканската рифтова долина. То е солено, алкално, изолирано сред земите на масаите в полупустинна област в един от най-сухите и горещи райони в Кения. Водосборът му обхваща поредица от разломни вулканични скални възвишения. Намира се югоизточно от град Найроби, близо до границата с Танзания и на 240 km източно от езерото Виктория. Обградено е от обширно солено плато и е частично пресъхващо, в зависимост от сезона и количеството на валежите.
Това е второто по големина езеро в света, естествен източник на калцинирана сода. Променя цвета си в съответствие с промените на светлината, като част от него остава винаги зелена, заради обилното количество на водорасли в него. На много места по бреговете му извират горещи минерални води. Широките солени пътеки и топлата мъгла от бликащите извори, комбинирани с многобройните розови фламинго придават необичаен вид на пейзажа. Името на езерото произлиза от местното название на минерала трона – magadi.

## Климат
Климатът се класифицира като умерен със суха зима и горещо лято. Средната максимална температура е 35 °C, а валежите – 400 mm/годишно. Почвите са глинести, алкални и ниско плодородни.

## География и геология
Езерото се намира в активна, силно сеизмична зона в южната област на кенийския разлом, част от Източноафриканската рифтова система. Проучването на тази тектонска структура показва наличието на 4 дълбоки фрактури в земната кора в този район, в една от които са се излели водите на езерото. Локалната сеизмична активност около него е довела до образуването на група пукнатини, предизвикани от плитки земетресения, резултат вероятно от подземното движение на магмата. Силни земетресения от VІ-VІІ степен по скалата на Рихтер стават веднъж на около 50 години. В тази зона магмата се намира твърде близо до повърхността и може да бъде ползвана като източник на топлина много по-лесно, отколкото на други места. Бавното охлаждане на магмените интрузии загрява подземните води и по тази причина изворите достигат повърхността с повишена температура. Магади заема най-дълбокото място в разлома и леглото му се състои почти изцяло от твърда или полутвърда калцинирана сода. Освен трона на дъното му могат да се намерят още минералите халит, когаркоит и вилиомит, получени в резултат от концентрацията на флуориди в околните скални масиви.
Магади е изследвано от кап. Смит през 1904 г., който отбелязва, че бреговата му линия е непостоянна. Езерото се намира на около 596 m над морското равнище, дължината му е средно около 32 km, ширината му – 3 km, а средната площ на водната повърхност – около100 km2 Дълбочината му варира от 1 до 5 m. Всички тези показатели са твърде динамични, тъй като Магади губи голяма част от водите си през сухия сезон.

## Води
Най-характерното за водите на езерото е, че те са силно алкални със стойности на водородния показател рН до 11. По време на сухия сезон при бързото изпарение и намаления приток на вода, езерото губи около 80% от площта си, а освободените земи се покриват с пластове засъхнали сол и калцинирана сода. Водите му са различно оцветени в различните му части и в отделните периоди на деня – преминават от бяло през бледорозово и алено до кобалтовосиньо и индигово.
По бреговете на Магади извират многобройни както студени пресноводни, така и горещи солени минерални извори, които стичайки се през спечената земя се вливат в езерото. Те имат някакъв геотермален потенциал, който все още не е добре изследван. Тези от тях, които са богати на калцинирана сода, оцветяват крайбрежните води в светло розово. Преобладаващите високи температури способстват бързото изпарение на водите им по пътя към езерото и той е маркиран от широки бели „пътеки“ от сол. Дебелите пластове сода придават на околния пейзаж странен „лунен“ вид. Натриевият карбонат се утаява в огромни количества по дъното му във вид на твърди кристали от минерала трона (египетска сол), като на някои места дебелината на слоя достига до 40 метра. Видът на трона варира от хрупкави люспи до иглести кристали с дължина 3 cm. Готварската сол представлява около 30 – 35% от разтворените във водата вещества, а почти цялата останала част се пада на калцинираната сода (Na2CO3). Откриват се минимални количества на натриев флуорид (до 4 mg/g), чието присъствие се дължи на високото съдържание на флуориди в околните вулканични скали. Концентрацията на солите във водата варира от по-малко от 0,1 g/kg в устията на сладководните потоци до над 300 g/kg разтвор в централните части на езерото.
На дъното на езерото са открити два неизвестни дотогава натриево-силикатни минерала – магадиит (NaSi7O13(OH)3.3H2O) и кенияит (NaSi11O2.0,5(OH)4.3H2O). И двата са добре кристализирали слоести силикати, като конкрециите в находището от магадиит съдържат кенияит или кварц, подобен на кремък в центъра, заобиколен от кенияит.
Езерото се захранва главно от горещите солени извори, чиято температура достига до 83 °C, а средната температура на езерните води е около 30 °C. По-голямата част от тях се намират в северозападната и южната част на крайбрежието. Счита се, че друга част от стичащата се в езерото вода е тази, постъпваща чрез сезонния отток от дъното на долината, северно от него. Там се формира главния приток на подземни води към Магади.
Езерото има нетна скорост на изпарение над 400 mm годишно. Изпаряването на водите му е цялостен процес, довеждащ до химичната еволюция на соления разтвор. То представлява не само простия физически процес на изпарение, а включва още утаяването и последвалото втвърдяване на минерали във все още ненаситените зони, повторното разтваряне на част от тях и новото им утаяване. Сондажни изследвания, направени на дълбочина от 297 m доказват наличието на два различни утаечни пласта на дъното – един плитък с висока концентрация на соли, средно около 260 g/kg и под него един по-дебел от седиментни и вулканични скали, в който концентрацията на соли е два пъти по-малка.

## Флора и фауна
Част от площите около езерото са култивирани, като на някои места все още е запазена естествената растителност. Околният пейзаж обаче обхваща преобладаващо голи терени.
В местата на вливане на горещите извори се образуват наслоявания от фототрофни организми, при които протича фотосинтеза, както и от ресничести структури. Един такъв комплекс в южната част на езерото съдържа уникална структурна характеристика, свързана с тънък над 1 cm слой биофилми. Солеността в тази част е два пъти по-голяма от тази на морската вода, рН е 9,6, а максималната регистрирана температура е 45 °C. Биофилмът се състои от бактерии, характерни за морските води от типа Crenarchaeota. В езерото са открити три вида едноклетъчни организми от групата на археите, класифицирани в родовете Natronobacterium и Natronococcus, които предизвикват червено оцветяване на алкалните му води. Тук е открит и един нов пръчковиден халоалкален организъм също от рода Natronobacterium, наречен Natronobacterium vacuolata.
Единствен представител на цихлидите в езерото е от вида Alcolapia grahami, който е приспособен за живот в топли алкални, силно солени води.
Знойните горещи равнини около езерото и солените му алкални води не привличат хищниците от околността. Изворите с прясна вода по бреговете му стават причина много птици да гнездят необезпокоявани около него, събрани главно около лагуните. Както и при останалите содени езера, най-характерен представител на птичия свят е фламингото, което е концентрирано главно в южния му край. Тук пребивават и двете му африкански разновидности – розово и малко фламинго. Въпреки че езерото Магади е доста по-маловажно за развитието на фламингото в сравнение с Богория или Накуру, има случаи когато тук гнездят над един милион двойки. Последният такъв случай е регистриран през 1962 г. Общият им брой през януари обикновено достига до 20 000 екземпляра. По северното крайбрежие преобладават мигриращи водолюбиви птици от Европа и Азия. По това време край езерото могат да се видят малък брегобегач, патица от вида Anas capensis, бяла лопатарка (на латински: Platalea alba), голяма бяла чапла, малка бяла чапла, кокилобегач, кривоклюн брегобегач, голям зеленокрак водобегач, саблеклюн, чайка от вида Chroicocephalus cirrocephalus, жълтоклюн щъркел, шипокрила калугерица (на латински: Vanellus spinosus) и други. Единственото място в Кения, където редовно може да се срещне бледият дъждосвирец (на латински: Charadrius pallidus) е езерото Магади.
В равнините извън содените наслоявания могат да се видят обикновена антилопа кана, жирафи, павиани и други видове бозайници.

## История и население
Съществуват доказателства, че районът на езерото е обитаван от хора в продължение на около 500 000 години. По пътя към Найроби се намира геоложката формация Olorgasalie, където са открити артефакти от ранния Палеолит и Каменната ера, доказващи наличието на човешки дейности от най-ранно време. Това е един от най-важните археологически обекти в Източна Африка, свързани с ранните хомениди. През 1940 г. Луис и Мери Лийки правят първите разкопки на обекта и откриват ръчно направени брадви и каменни оръдия на труда, датирани на около половин милион години.
На източното крайбрежие край централната част на езерото е разположен едноименният град Магади. За туристите тук се предлагат няколко хотела и хижи, но туризмът в района на езерото е много слабо застъпен. В околността са разположени и няколко масайски селища, жителите на които се занимават главно с животновъдство. Околните терени са отредени за пастирската дейност на масаите.
Край езерото са снимани част от сцените на филма от 2005 г. „Вечният градинар“ (The Constant Gardener), въпреки че според сюжета действието се развива край езерото Туркана.

## Икономика
Край град Магади е изградена фабрика за производство на калцинирана сода, която през 2011 г. навършва своята 100-годишина. Предлага на пазара широка гама от продукти, употребявани в промишлеността и е главният местен работодател. Содата се произвежда чрез преработката на минерала трона, предварително натрошен, размесен във вид на каша и изсмукан от дъното на езерото. От 2005 г. фабриката е собственост на индийската компания Tata Chemicals Magadi, която добива допълнително и готварска сол на принципа на слънчевото изпаряване. В нея работят 800 души и 90% от произведена калцинирана сода във фабриката се изнася на пазарите в други части на Африка и Югоизточна Азия. Железопътна линия от Момбаса води до брега, където се добиват сол и гипс.